# 배이내뫼이넨

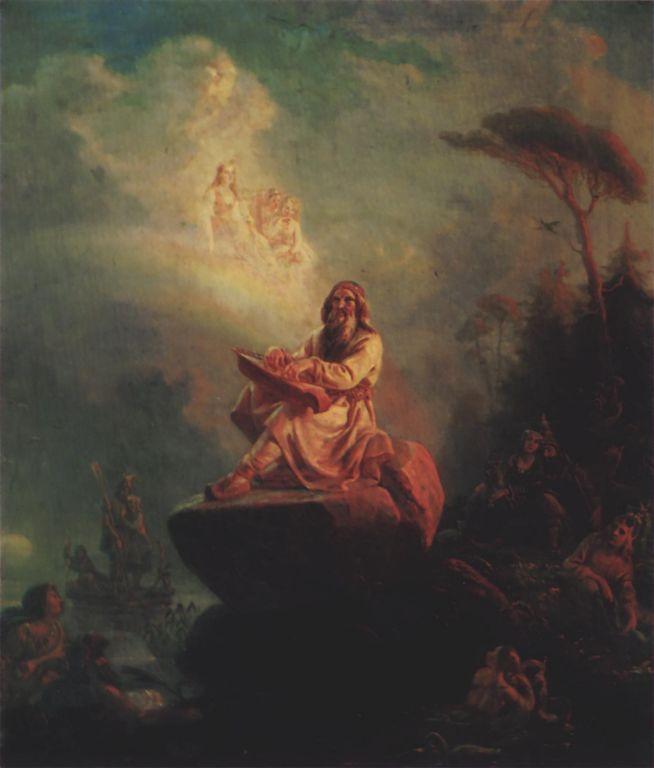

배이내뫼이넨(핀란드어: Väinämöinen [ˈʋæinæˌmøinen][*])은 핀란드 신화의 신 또는 영웅이자 국민서사시 『칼레발라』의 중요 등장인물이다. 배이내뫼이넨은 현명한 노인이며, 마법의 힘을 지닌 목소리를 가졌다. 젊고 아름다운 협객 레밍캐이넨과는 대조적인 캐릭터다. J. R. R. 톨킨의 간달프의 모델이 된 존재이기도 하다.
핀란드와 같은 우랄족 계통의 에스토니아의 국민서사시 『칼레비포엑』에는 배이내뫼이넨에 대응되는 존재로 바네무이네가 있다.

## 토착신 배이내뫼이넨
배이내뫼이넨이 처음 언급되는 것은 미카엘 아그리콜라가 1551년 작성한 시편 핀란드어 번역본으로, 여기서 아그리콜라는 배이내뫼이넨을 헤메 지방의 열두 토착 신들 중 하나로 이름을 올렸다. 아그리콜라를 비롯한 이후 사람들은 배이내뫼이넨을 노래, 주문, 시가의 신이라고 묘사했다. 또 천지창조의 신화에서도 배이내뫼이넨이 한 역할을 맡는다.
본래 세상에는 물과 하늘밖에 없었는데, 하늘에게 일마타르라는 딸이 있었다. 어느날 일마타르가 쉴 곳을 찾아 물로 내려와 7백년 동안 헤엄을 치며 떠다니다가 아름다운 새 한 마리가 쉴 곳을 찾는 것을 보았다. 일마타르는 무릎을 물 밖으로 꺼냈고 새가 거기에 앉아 알 일곱 개를 낳았다. 여섯 개의 알은 금으로 되어 있었고 나머지 한 알은 철로 되어 있었다. 새가 일마타르의 무릎에 앉아 알을 품자 점점 무릎이 따뜻해지더니 급기야는 불이 붙었다. 일마타르는 무릎을 경련했고, 새알들은 무릎에서 굴러떨어져 물속에서 박살이 났다. 이때 알껍데기들의 반절이 땅이 되고 반절이 하늘이 되었으며, 흰자가 달과 별이 되고 노른자가 태양이 되었다.
그 뒤로도 일마타르는 또 수 백년 동안 물을 떠다니다가, 그녀의 발자국은 물고기들이 사는 못이 되었고 그녀가 손가락 가리키는 곳마다 등고선이 생겨 산맥을 만들었다. 그러던 어느날 일마타르는 최초의 남자인 배이내뫼이넨을 낳았는데, 그 아비는 바다였다. 배이내뫼이넨은 육지를 찾을 때까지 헤엄쳤으나 육지는 척박했고, 그는 하늘의 큰곰에게 도움을 청했다. 하늘에서 씨앗을 가진 소년(삼프사 펠레르보이넨)을 내려보냈고 이 아이가 육지 곳곳을 다니며 식물의 씨를 뿌렸다.
18세기에 크리스트프리드 가난데르가 신화를 채록했을 때, 배이내뫼이넨은 칼레바의 아들이며 일마리넨의 형제라고 했다.

## 『칼레발라』의 영웅 배이내뫼이넨

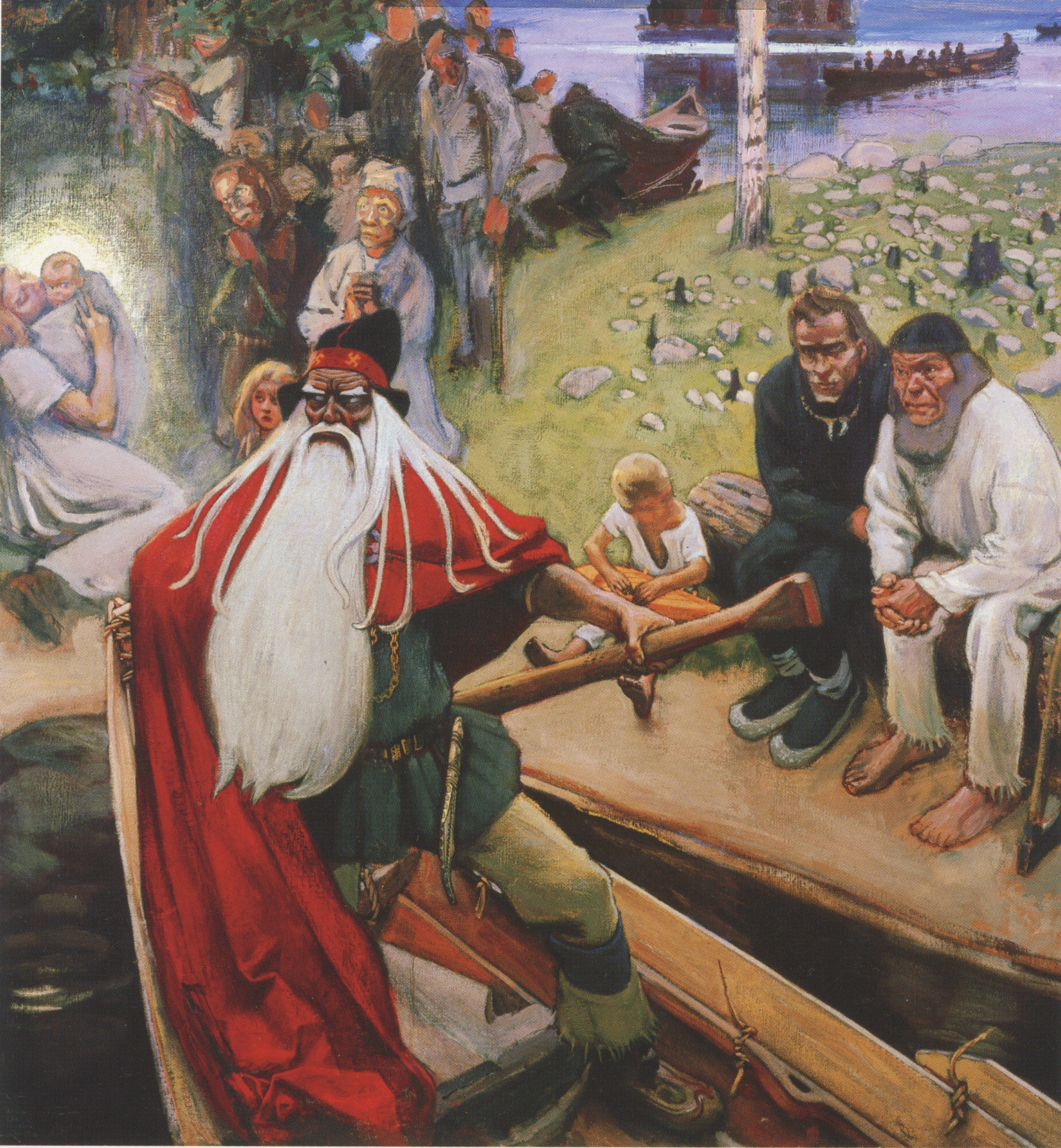
악셀리 갈렌칼렐라 작, 《떠나는 배이내뫼이넨》

19세기에 엘리아스 뢴루트를 비롯한 민속학자들이 배이내뫼이넨의 신화적 배경에 의문을 제기했다. 그들은 배이내뫼이넨이 본래 고대의 영웅 또는 9세기경에 살았던 강력한 샤먼이었다고 주장했다. 뢴루트는 배이내뫼이넨에게서 신적 특성을 모두 제거하고 태초여신 일마타르의 아들로 만들었다. 배이내뫼이넨은 태어날 때부터 지혜를 가지고 있었으며, 어미의 자궁 안에서 700 하고도 30년을 살았다. 그 동안 어미는 바다 위를 떠다니며 땅을 만들어냈다. 해와 달과 큰곰(큰곰자리의 별들)에게 빌고 나서 그는 마침내 어미의 자궁에서 나와 바다로 뛰어들었다.
국민영웅으로서 배이내뫼이넨은 ‘영원의 음유시인’으로서, 혼돈을 걷어내 질서를 만들고 칼레바의 땅을 만들었다. 『칼레발라』의 많은 사건이 배이내뫼이넨을 중심으로 일어난다. 아내를 찾으러 칼레바의 땅(칼레발라)로 찾아오고, 그 뒤 북방의 위협적인 이웃나라 포흐욜라와 접촉하게 된다. 그 과정에서 일마리넨이 삼포를 만들고 또 도둑맞는다. 그래서 배이내뫼이넨을 비롯한 칼레발라 파티는 삼포를 되찾기 위해 원정을 떠나고, 전투의 결과 삼포는 조각나 온 세상으로 흩어져 찾을 수 없게 된다.
배이내뫼이넨의 노래는 마법적인 힘이 있어서, 그 노래로써 요우카하이넨을 늪 속에 가라앉힌 적도 있다. 또한 거대한 강꼬치고기를 잡아서 그 턱뼈로 칸텔레를 만들었다.
배이내뫼이넨의 최후는 오만으로 인한 것이었다. 『칼레발라』 제50수(마지막 수)에 그 이야기가 나온다. 마랴타라는 처녀가 나무열매를 먹고 임신해서 아들을 낳고, 검사해 보기 위해 배이내뫼이넨에게 데려간다. 배이내뫼이넨은 이렇게 요사스럽게 태어난 아이는 죽어야 한다고 판결을 내린다. 그러자 생후 2주일밖에 안 된 신생아가 노현자의 과오들(요우카하이넨의 누이 아이노에게 구혼함으로써 아이노가 늙은 배이내뫼이넨과 결혼하기 싫어서 투신자살하게 만든 것 등)을 꾸짖고는, 세례를 받고 칼레발라의 새 왕이 된다. 패배한 배이내뫼이넨은 해안으로 가서 노래를 불러 구리 만든 배를 불러내 그 배를 타고 필멸의 세상을 떠났다. 배이내뫼이넨은 자신의 능력이 다시금 필요해 질 때 돌아올 것이라는 말을 남긴다. 이것은 핀란드에 기독교가 전해지고, 토착종교의 역사가 끝났음을 보여주는 내용이다. 또한 아서 왕이 아발론에 잠들며 귀환을 약속한 것과 같은 산중휴거 테마이기도 하다.